# Cmentarz staroobrzędowców w Wilnie
Cmentarz staroobrzędowców w Wilnie (lit. Vilniaus sentikių kapinės) - miejsce pochówku wileńskich staroobrzędowców, powstałe w I połowie XIX wieku na wileńskim Ostrym Końcu, położone obok cmentarza prawosławnego przy ul. Naujininkų 20. 
Cmentarz staroobrzędowy w Wilnie znajduje się pomiędzy ulicami Tyzenhausa, Naujininkų i Dzūkų, na zachód od cmentarza prawosławnego. Został założony w 1828 roku po tym jak do Wilna zaczęli napływać z głębi Rosji prześladowani tam raskolnicy. W latach 1830–35 na cmentarzu wzniesiono drewnianą molennę, którą w 1895 roku zastąpiła murowana świątynia. Obok kościoła wybudowano wówczas niewielki szpitalik - "bogadzielnię" - dla potrzebujących. 
Na cmentarzu pochowani są przedstawiciele wileńskich starowierów, m.in. Grigorij Łomonosow, Aristarch Pimienow, Arseniusz Pimonow i Matwiej Andriejew. 